# 尼德莫爾 (伊利諾伊州)
尼德莫爾（英語：Neadmore）是位於美國伊利諾伊州克拉克縣的一個非建制地區。該地的面積和人口皆未知。

## 地理
尼德莫爾的座標為39°14′57″N 87°51′37″W / 39.24917°N 87.86028°W，而該地的平均海拔高度為181米（即594英尺）。